# شهرستان پومه
شهرستان پومه یا شهرستان بومه (به لاتین: Bomê County) یک شهرستان در چین است که در نینگچی واقع شده‌است.